# Veyruègne
La Veyruègne est un cours d'eau du département de l'Ardèche, long de 12,370 km, affluent du Glueyre et sous-affluent du Rhône. 

## Communes et cantons traversés
- Albon-d'Ardèche
- Issamoulenc
- Gluiras
- Marcols-les-Eaux
- Saint-Pierreville

## Affluents
La Veyruègne a deux affluents connus : le ruisseau de Peylarel et le  ruisseau Riou Vernet, chacun long d'un kilomètre.